# Старое Камкино
Ста́рое Ка́мкино (тат. Иске Камка) — село в Алькеевском районе Республики Татарстан, административный центр Старокамкинского сельского поселения.

## География
Высота над уровнем моря — 87 м.

### Климат
Климат в селе умеренно-континентальный, Dfb по классификации Кёппена. Средняя температура воздуха — 5,1 °C, среднегодовое количество осадков — 657 мм.

## История
В «Списке населенных мест по сведениям 1859 года», изданном в 1866 году, населённый пункт упомянут как казённая деревня Старое Камкино 2-го стана Спасского уезда Казанской губернии. Располагалась при реке Малом Черемшане, по левую сторону коммерческого Самарского тракта, в 56 верстах от уездного города Спасска и в 15 верстах от становой квартиры в казённой деревне Базарные Матаки. В деревне в 152 дворах жили 960 человек (481 мужчина и 479 женщин). Была мечеть.

## Население
Динамика
По данным переписей, население села увеличивалось со 128 душ мужского пола в 1782 году до 1762 человек в 1920 году. В последующие годы численность населения села уменьшалась и в 2015 году составила 258 человек.
Национальный состав
Согласно результатам переписи 2002 года, в национальной структуре населения села татары составляли 100% из 301 человека.

## Инфраструктура
Дом культуры, АТС, отделение связи, магазин. В селе 4 улицы.